# Isabel Beduschi
Isabel Cristina Beduschi (Blumenau, SC, 1969) foi eleita em 1988 Miss Brasil, sendo a terceira representante de Santa Catarina a vencer o concurso, após Vera Fischer em 1969 e Ingrid Budag em 1975. Na edição realizada em São Paulo, foi uma das três finalistas, ao lado da Miss Bahia, Vanessa Blumenfeld Magalhães Victal, que foi a segunda colocada, e da Miss Minas Gerais, Lara Lúcia Fonseca de Matos, que ficou em terceiro lugar.
Foi Miss América do Sul e também participou do Miss Universo não se classificando para a semifinal.
Isabel é prima da Miss Brasil 2005, Carina Beduschi. Em 11 de março de 2006, ela integrou o júri que elegeu a nova Miss Santa Catarina, a modelo Beatriz Back Neves, terceira colocada no Miss Brasil e sucessora local de Carina (as duas misses são da capital, Florianópolis).